# Sagerecksteig

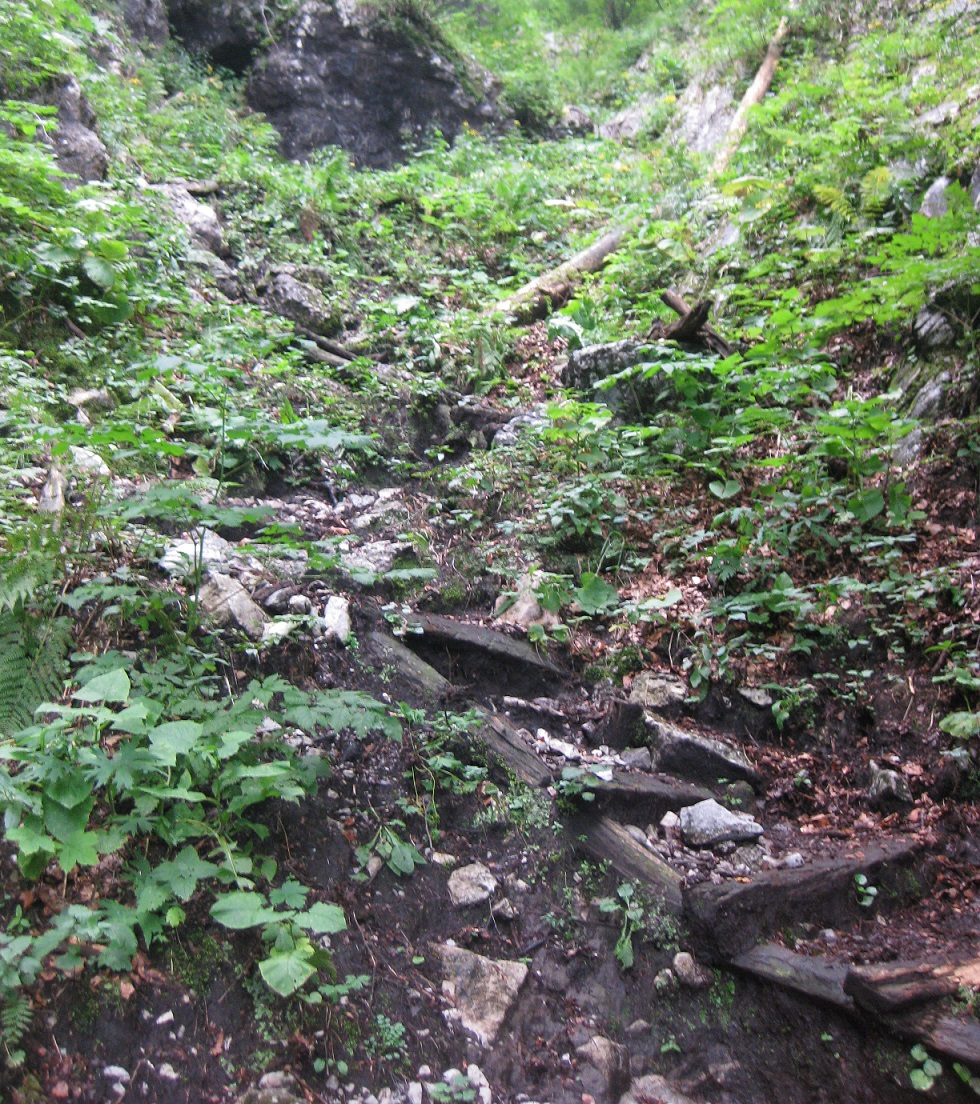
Alte, teilweise verfallene Holztreppe am Sagerecksteig

Der Sagerecksteig ist ein Steig in den Berchtesgadener Alpen.

## Verlauf
Der Sagerecksteig beginnt an der zwischen dem Königssee und dem Obersee gelegenen Saletalm (610 m ü. NHN) und führt über die verfallene Sagereckalm hinauf zum 1474 m ü. NHN hoch gelegenen Grünsee und weiter über die Himmelsleiter zum Kärlingerhaus (1638 m ü. NHN) am Funtensee. Neben dem Kaunersteig ist er der am häufigsten zum Aufstieg aus dem Talkessel des Obersees verwendete Steig. Der steile und felsige Weg ist teilweise mit Drahtseilen gesichert.